# Асадов, Янар Анар-Оглы
Янар Анар-Оглы Асадов (род. 11 октября 1995, Петропавловск-Камчатский) — российский игрок в мини-футбол. Выступает за московский клуб КПРФ и сборную России.

## Биография
Азербайджанец по происхождению.
Воспитанник клуба «Газпром-Югра». За основную команду дебютировал в 2013 году. С 2017 года выступает за КПРФ. В составе сборной России стал серебряным призёром чемпионата мира среди студентов.
Обладатель Кубка УЕФА, двукратный чемпион России, двукратный серебряный призёр чемпионата России, двукратный обладатель Кубка России, бронзовый призёр Лиги чемпионов (2020).
Признавался лучшим нападающим чемпионата России в сезонах 2019/20, 2021/22, 2022/23.
29 сентября 2022 года в матче чемпионата против «Торпедо» (8:2) оформил пента-трик, включивший голы с лета, пяткой и из своей штрафной.